# 弗隆利斯 (加利福尼亞州)
弗隆利斯（英語：Flonellis）是位於美國加利福尼亞州埃爾多拉多縣的一個非建制地區。該地的面積和人口皆未知。

## 地理
弗隆利斯的座標為38°34′10″N 120°57′53″W / 38.56944°N 120.96472°W，而該地的平均海拔高度為289米（即948英尺）。